# SPI
SPI (angl. Serial Peripheral Interface Bus) je standard za sinhrono serijsko podatkovno povezavo elektronskih naprav (običajno integriranih vezij), ki deluje v dvosmernem (dupleks) načinu. 
Razvilo ga je podjetje Motorola sredi 80-ih let 20. stoletja.
Protokol za komuniciranje uporablja princip nadrejen/podrejen (angl. master/slave), po katerem nadrejena naprava vzpostavlja stik in vodi komunikacijo s podrejeno napravo.

## Vmesnik
Vodilo SPI omogoča dvosmerno komunikacijo z eno ali več podrejenimi napravami. Pri tem uporablja štiri signalne linije:
- MISO - nadrejena naprava posluša, podrejena sporoča     (master input - slave output),
- MOSI - nadrejena naprava sporoča, podrejena posluša    (master output - slave input),
- SCK  - urin takt, ki ga udarja gospodar,
- /SS  - s tem signalom nadrejena naprava določi, s katero podrejeno komunicira, signal je aktiven v nizkem stanju.

Imena linij se lahko od gornjih tudi razlikujejo.
Vodilo SPI lahko uporablja ena nadrejena in več podrejenih naprav, nadrejena naprava pa lahko hkrati komunicira z natanko eno podrejeno.